# حاجی‌حسن‌لی (امام‌اغلو)
حاجی‌حسن‌لی (به ترکی استانبولی: Hacıhasanlı) یک منطقهٔ مسکونی در ترکیه است که در امام‌اغلو واقع شده‌است.